# Opilost

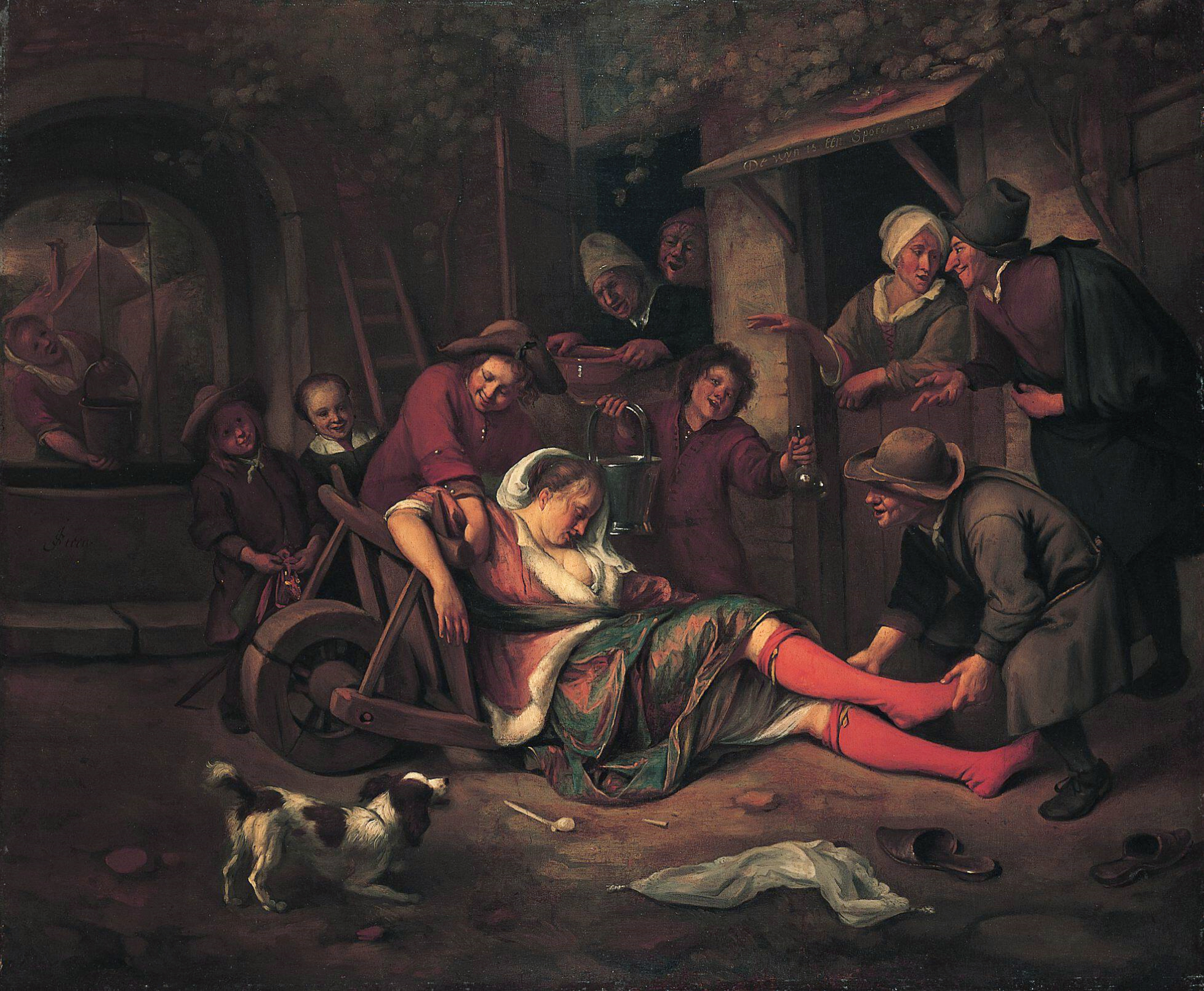
Opilá žena na barokním obraze Jana Steena

Opilost neboli opojenost či též ebrieta je stav, který vzniká po intoxikaci alkoholem.
Typická je pro ni nadnesená nálada, bývá zvýšené sebevědomí, zvýšená hovornost, podnikavost, zvýšená družnost, zmenšují se sociální zábrany. Je zde ale porucha pozornosti (to je jeden z důvodů, proč v opilosti častěji dochází k dopravním nehodám). Může se ovšem objevit i agresivní chování. Při větší opilosti bývají poruchy chůze – chůze o široké bázi, pády, zarudlé spojivky.

## Mechanismus působení alkoholu na centrální nervovou soustavu
Při intoxikaci alkoholem dochází k přímému ovlivnění neurotransmiterů (útlum dopaminergní, serotoninergní a taurinergní aktivity, potlačení inhibičního vlivu GABA, stoupá aktivita glutamátu). Přesný mechanismus, jimž tyto interakce přispívají k pocitu uspokojení, není jasný. Vyvolání tendence pro opakování příjmu alkoholu lze teoreticky vysvětlit účinky změněné aktivity GABAergního a glutamátergního systému na uvolňování dopaminu v mezolimbické dopaminové dráze. Za somatické poškození neuronů je pak zodpovědné hromadění metabolitů alkoholu – zejména acetaldehydu.

## Stádia opilosti
Obecně dle množství alkoholu v krvi lze rozdělit opilost do několika stádií:
1. excitační opilost (do 0,99 ‰) — subjekt hovorný, euforie mírně elevována (tj. intoxikovaný má lepší, povznesenější náladu, stále však v hranici normy). Od 0,80 ‰ výše není řidič schopen bezpečně řídit vozidlo[3]
2. mírná opilost (1,00–1,49 ‰) — subjekt hovorný, euforie, místy planě vtipkuje, je zvýšené sebevědomí a sebedůvěra. Psychomotorika je již ovlivněna alk. intoxikací — reakční čas je prodloužen, nad 1 ‰ pak ataxie, pohledový nystagmus (mimovolní pohyby očí).
3. střední opilost (1,50–1,99 ‰) — psychomotorika již výrazněji narušena — jsou přítomny poruchy koordinace a zpomalení tělesných pohybů, snížena pozornost. Afektivita (tj. přibližně emoční vyladění) je labilní — nálada se může buď zlepšit, nebo naopak zhoršit a nastupuje celkový útlum (možno až k usnutí), možné i kolísání z obou krajních poloh. Deliberace jednání (snížení zábran) — opilecká sebevražednost, agresivita.
4. těžká opilost (2,00–2,99 ‰) — blábolivá řeč, neschopnost samostatné chůze, psychické poruchy, výraznější poruchy chování (podobně jako výše – opilecká suicidia, agresivita), zvracení.
5. vážná otrava alkoholem (3,00–3,99 ‰) — těžké poruchy vědomí (stupor), obluzení, nereaguje na podněty, dýchání je pomalé a mělké, mohou být poruchy srdečního rytmu. Riziko zástavy oběhu.
6. riziko smrtelné otravy alkoholem (nad 4,00 ‰) — komatózní stav, letální dávka (u 50 % pacientů) je 5 ‰ alkoholu v krvi.

Nutno ovšem dodat, že individuální snášenlivost je velmi široká. Trénovaní jedinci (tj. jedinci na vrcholu tolerance) jsou schopni i s hladinou alkoholu blížící se 3 ‰ působit v kontaktu s okolím zcela nenápadně a z opilosti je usvědčí až dechová zkouška či toxikologické vyšetření krve. Řidič Milan Čurda řídil v květnu 2005 svůj fekální vůz údajně s téměř 7,9 ‰ alkoholu v krvi a přestože Jan Podlaha, primář protialkoholní záchytné stanice v Praze na Bulovce, prohlásil, že 7,9 ‰ není možných a že i člověk, který umí pít a je od dětství zvyklý na pití, by při takové hodnotě byl v těžkém bezvědomí, ředitel semilské dopravní policie Milan Čermák, policejní mluvčí Soňa Šídová i Milan Krejza z městského úřadu v Semilech však výsledek měření obhajovali. Čurdova obhajoba, že s 8 ‰ alkoholu v krvi by musel být dávno mrtvý, soud o jeho nevině nepřesvědčila. Již v dubnu 2005 byl Čurda policejní hlídkou při jedné z bezpečnostních akcí Kryštof v Lomnici nad Popelkou zastaven poté, co kličkoval po silnici osobním vozem značky Lada (navíc s propadlou technickou prohlídkou, a po pozitivní dechové zkoušce byl převezen k testování krve, kde mu bylo krevní zkouškou naměřeno 4,19 ‰.
V roce 2018 byl v Česku na Bruntálsku zaznamenán případ opilého houbaře, kterému bylo po odběru krve a přepočítání hodnot naměřeno 8,83 ‰ alkoholu v krvi. K testu došlo kvůli předoperačnímu vyšetření – houbař v opilosti zakopl v lese a způsobil si komplikovanou zlomeninu kotníku. Podle lékařky však klinický obraz pacienta vypadal na maximálně 3 promile alkoholu.
Celosvětovým rekordmanem v opilosti je údajně Polák s 14,8 ‰, rekordmankou je francouzská řidička z Nantes s 11 ‰ alkoholu v krvi.
Patická opilost (patická ebrieta) je abnormální reakce na požitý alkohol, při které dochází k rozvoji výrazné psychopatologické symptomatiky, v níž kardinální roli hraje kvalitativní porucha vědomí pod obrazem mrákotného stavu (obnubilace). Mohou se vyskytovat bludy a halucinace, včetně dalšího chorobného jednání s psychotickou motivací (která je v rozporu s premorbidní osobností), často s agresí zaměřenou na okolí (heteroagrese) i na sebe sama (autoagrese). Stav odeznívá po minutách až hodinách, končí spánkem. Na stav si postižený obvykle nepamatuje (amnézie). V případě trestné činnosti páchané v patické ebrietě je snížená trestní odpovědnost postiženého, patická ebrieta může být i důvodem ke zproštění viny (exkulpaci).